# Починок (Кирилловский район)
Починок — деревня в Кирилловском районе Вологодской области.
Входит в состав Талицкого сельского поселения, с точки зрения административно-территориального деления — в Колкачский сельсовет.
Расстояние до районного центра Кириллова по автодороге — 51,8 км, до центра муниципального образования Талиц по прямой — 12 км. Ближайшие населённые пункты — Лысцево, Денисово, Оксино, Гора, Попково.
По переписи 2002 года население — 11 человек.